# Johannesbröd
Johannesbröd (Ceratonia siliqua) är en art i familjen ärtväxter och den ena av två arter i släktet Ceratonia. Dess baljor, carob, används som djurfoder, i drycker och som godis. Fröna har historiskt använts som motvikter i ädelstensvågar, vilket gett upphov till viktmåttet carat.

## Biologi
Trädet, som ständigt grönskar, växer bland annat i Medelhavsområdet och blir 10-15 meter högt. I Sverige sker odlingar i krukor som ställs in under vintern.
Blomman är gröngul. Frukterna blir uppemot 25 cm långa. Baljorna har ett sött innerskikt och används som djurfoder.

## Utbredning
Ursprungliga bestånd av arten förekommer kring Medelhavet samt österut till Turkiet och Syrien. Johannesbröd växer i låglandet och i bergstrakter upp till 1600 meter över havet. Utredningen vilka populationer som är inhemska är ofta problematisk.
Introducerade bestånd förekommer längre norrut i Europa, i USA, i Sydafrika och i Australien.
I naturen är arten beroende av varma subtropiska temperaturer. Allmänt kan temperaturen ligga mellan -4 °C och 40 °C. Årsnederbörden ligger ofta mellan 250 och 550 mm. I typiska skogar där johannesbröd ingår hittas ofta mastixbuske och olivträd. Arten har bra förmåga att växa på kalksten eller på saltrik mark.

## Ekologi
Johannesbröd blommar mellan juli och november med vissa variationer beroende på utbredning. Trädet pollineras av bin, flugor, getingar, nattfjärilar och andra insekter.

## Historia och användning

### Baljorna
Pulvret från rostade och malda baljor, carob, används som ersättning för kakaopulver. Till skillnad från kakao är carob fri från koffein och teobromin. Saften från frukten kan jäsas till alkohol.
På 400-talet f.Kr. kallade greken Thephrastus johannesbröd för det "egyptiska fikonet". Romarna åt carob för dess naturliga sötma.
Enligt vissa källor åt Johannes Döparen denna frukt i öknen, därav namnet johannesbröd. Bibeln säger att han åt gräshoppor och vildhonung (Matteus 3:4). Enligt Svenska Magasinet kan "gräshoppor" eventuellt vara fråga om en översättningsmiss. En bit in på 1900-talet såldes johannesbröd som godis på apotek.

### Fröna
Trädets grekiska namn keration har (via arabiskans qirat) givit namn åt måttet carat, eftersom fröna användes som motvikt när man vägde guld och diamanter. Ett frö väger cirka 0,2 gram, vilket är den vikt som carat kommit att motsvara.

## Bevarandestatus
Beståndet hotas på grund av det intensiva bruket av artens trä, frukter och blad. Populationen minskar när skogarna omvandlas till jordbruksmark eller till turistanläggningar. Längre tider med torka kan bli ett större hot i framtiden.
Små gnagare som äter frukterna minskar trädets förmåga att fortplanta sig. Dessutom är olika insekter och deras larver som blåfläckig träfjäril, Myelois ceratoniae och Oidium ceratoniae skadliga för arten. Trots hoten är johannesbröd fortfarande vanligt förekommande. Arten listas av IUCN som livskraftig (LC).

## Bilder

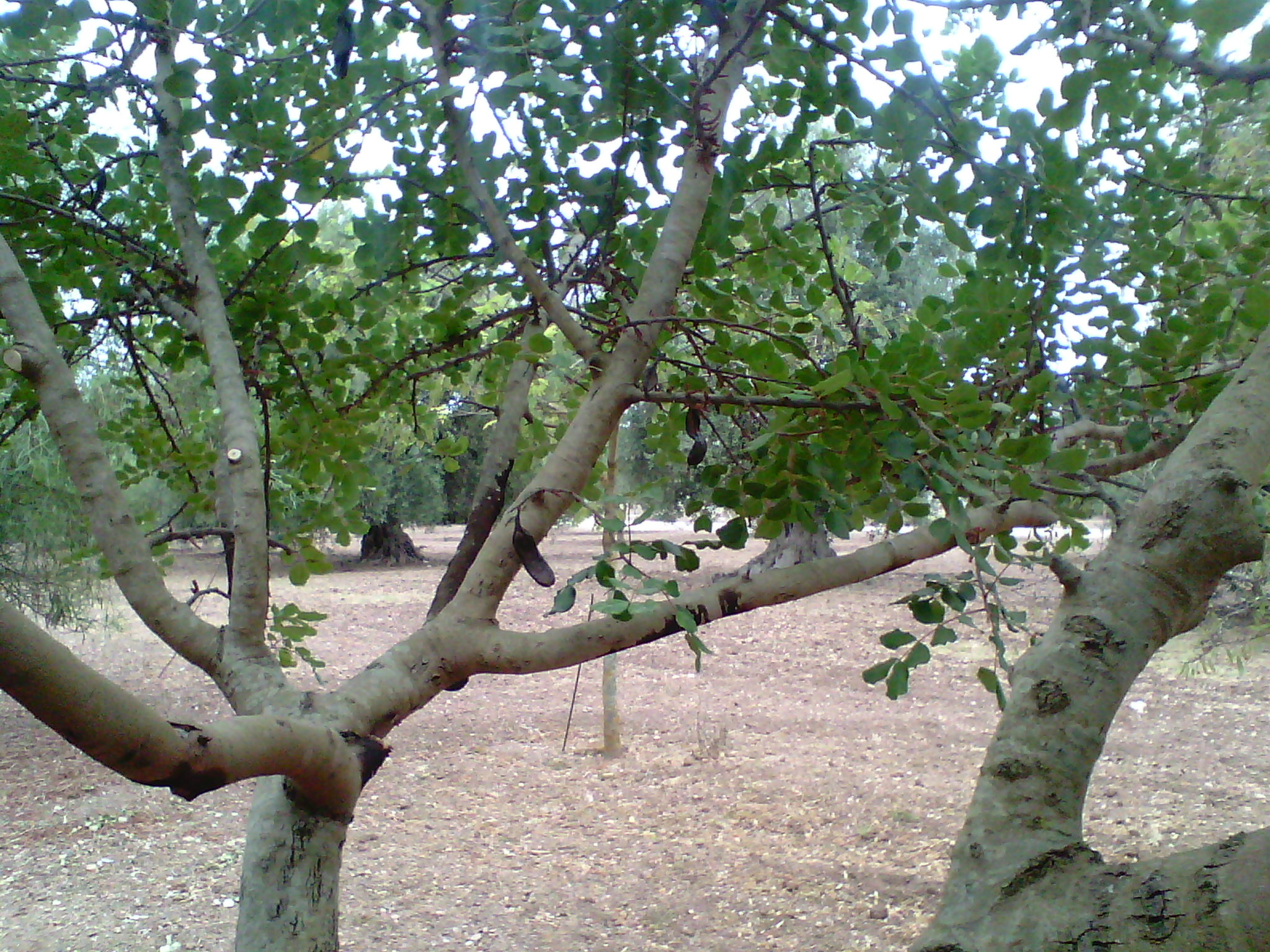
Trädgrenar.
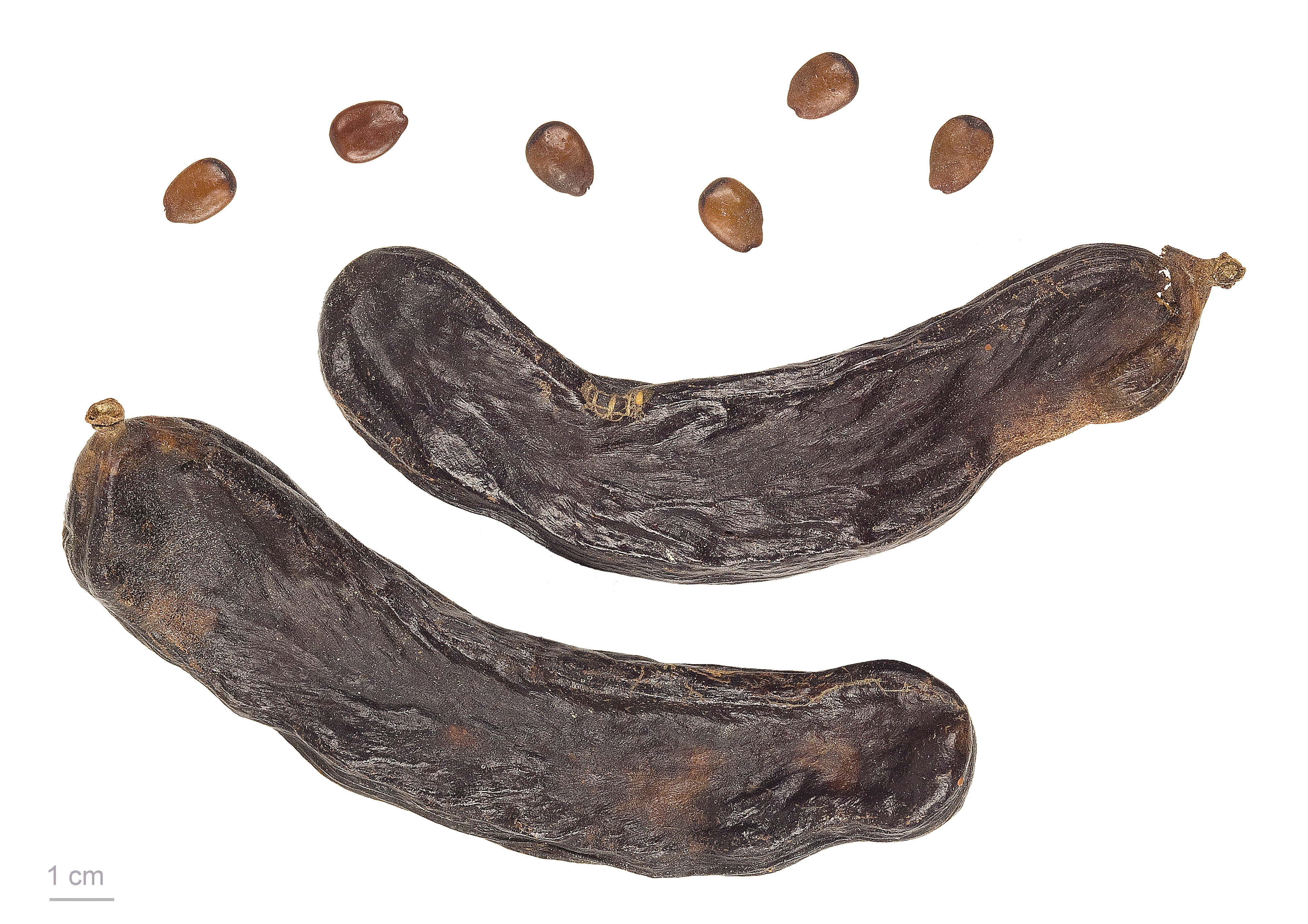
Johannesbröd.